# Jim Hall
Jim Hall (n. 23 iulie 1935) este un fost pilot de curse auto american care a evoluat în Campionatul Mondial de Formula 1 între anii 1960 și 1963.